# Bảy vị Phật quá khứ

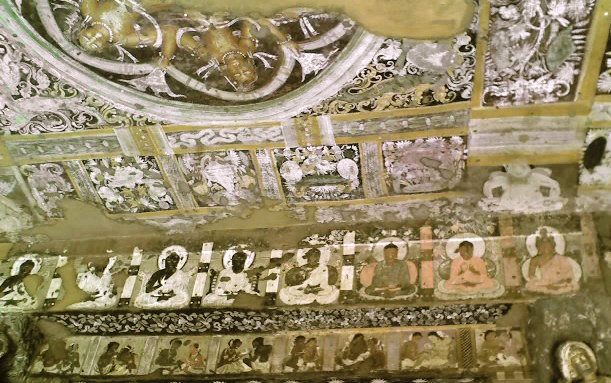
Bảy vị Phật quá khứ

Bảy vị Phật quá khứ hay bảy vị Phật nguyên thủy, quá khứ thất Phật, nguyên thủy thất Phật, là tên gọi chung để chỉ bảy vị Phật được đề cập tới kinh sách Phật giáo, cụ thể là trong Đại bổn kinh của Trường bộ kinh (hay Trường a hàm kinh), với Phật Thích Ca Mâu Ni (Sakyamuni) thuộc Hiền kiếp là vị Phật cuối cùng trong số này. Trước vị Phật này là 6 vị Phật khác, bao gồm:
- Thuộc Trang Nghiêm kiếp:
  - Phật Tỳ Bà Thi (hay Phật Bỳ Lư Thi, Vipasyin)
  - Phật Thi Khí (Sikhin)
  - Phật Tỳ Xá Phù (hay Phật Tỳ Xá Bà, Visvabhu)
- Thuộc Hiền kiếp:
  - Phật Câu Lưu Tôn (hay Phật Câu Lâu Tôn, Krakucchanda)
  - Phật Câu Na Hàm Mâu Ni (Kanakamuni)
  - Phật Ca Diếp (Kasyapa)

Cũng lưu ý rằng trong 3 kiếp quá khứ, hiện tại, vị lai có vô số các vị Phật; tuy nhiên đại diện thường được nhắc tới cho các vị Phật quá khứ là Nhiên Đăng Cổ Phật (Dipankara), đại diện thường được nhắc tới cho các vị Phật hiện tại là Phật Thích Ca Mâu Ni, đại diện thường được nhắc tới cho các vị Phật vị lai là Di Lặc Tôn Phật (vị lai có ý nghĩa bề mặt là "chưa đến" hay thuộc về "tương lai").
Số lượng các vị Phật theo kinh điển mô tả là hằng hà sa số (nhiều như cát sông Hằng), do vậy tìm hiểu khởi nguồn của chư Phật là không thể, quá phạm vi kiến thức mà một chúng sinh có thể biết, đức Phật Thích Ca Mâu Ni khi được hỏi về vấn đề này bởi một người Bà La Môn, Ngài đã im lặng không trả lời vì nó thật sự không cần thiết, một việc vô nghĩa đối với giáo pháp tu tập để đạt giác ngộ.